# Mecaphesa californica
Mecaphesa californica es una especie de araña cangrejo del género Mecaphesa, familia Thomisidae, orden Araneae.

## Distribución
Esta especie se encuentra en América del Norte: México, los Estados Unidos y La Española.

## Taxonomía
Fue descrita científicamente por Banks en 1896.
Tratamiento taxonómico
La especie aparece registrada y publicada en New Californian spiders. Journal of the New York Entomological Society 4: 88–91.